# Wesoła (gmina Rychtal)
Wesoła – osada leśna w Polsce położona w województwie wielkopolskim, w powiecie kępińskim, w gminie Rychtal. Miejscowość wchodzi w skład sołectwa Zgorzelec.
W latach 1975–1998 miejscowość administracyjnie należała do województwa kaliskiego.